# Беседільяс
Беседільяс (ісп. Becedillas) — муніципалітет в Іспанії, у складі автономної спільноти Кастилія-і-Леон, у провінції Авіла. Населення — 122 особи (2010).
Муніципалітет розташований на відстані близько 140 км на захід від Мадрида, 55 км на захід від Авіли.
На території муніципалітету розташовані такі населені пункти: (дані про населення за 2010 рік)
- Беседільяс: 103 особи
- Касільяс-де-Чикап'єрна: 19 осіб

## Демографія
Динаміка населення (INE ):